# Baden, Elveția
Baden este un oraș în Elveția, situat pe coline.
Orașul, care este înfrățit cu Sighișoara, are o biserică românească ortodoxă.